# Loïc Mbe Soh
Loïc Mbe Soh (* 13. Juni 2001 in Souza Gare) ist ein französisch-kamerunischer Fußballspieler. Der Abwehrspieler  ist ehemaliger französischer Nachwuchsnationalspieler.

## Karriere

### Verein
Als Jugendspieler von Paris Saint-Germain unterzeichnete Mbe Soh im Juli 2018 seinen ersten Profivertrag bis Juni 2021. Mbe Soh gab sein Ligue 1-Debüt für PSG am 11. Mai 2019 beim 2:1-Auswärtssieg gegen SCO Angers.
Am 15. Juni 2020 wurde Mbe Soh für den Golden Boy 2020 nominiert und war einer von drei PSG-Spielern in der Liste.
Mitte September 2020 wechselte Mbe Soh zum englischen Zweitligisten Nottingham Forest. Mit dem Verein stieg er in der EFL Championship 2021/22 in die Premier League auf, kam in der Aufstiegssaison jedoch nur zu zwei Ligaeinsätzen. Nachdem er in der Hinrunde der Premier League 2022/23 ohne Berücksichtigung geblieben war, wechselte Mbe Soh im Januar 2023 bis zum Saisonende auf Leihbasis zum französischen Zweitligisten EA Guingamp. Im Sommer kehrte er zunächst nach Nottingham zurück, die in der Zwischenzeit in die Premier League aufgestiegen waren, ehe er Anfang September 2023 an den niederländischen Erstligisten Almere City ausgeliehen wurde.

### Nationalmannschaft
Er ist Jugendnationalspieler für Frankreich und war Kapitän der französischen U18-Fußballnationalmannschaft.

## Erfolge
Paris Saint-Germain
- Französischer Meister: 2018/19, 2019/20
- Französischer Superpokal-Sieger: 2019/20
- Französischer Ligapokalsieger: 2020
- Französischer Pokalsieger: 2020
- Champions-League-Finalist: 2019/20